# ウィングドフットゴルフクラブ
ウィングドフットゴルフクラブ（Winged Foot Golf Club）は、ニューヨーク州ウェストチェスター郡のママロネックにある会員制クラブで、2つの18ホールゴルフコースを持つ。設計はバルタスロールゴルフクラブやベスページブラックコースなどメジャー大会が開催されるコースの設計で有名な A. W. ティリングハーストである。
クラブは1921年、ニューヨークアスレチッククラブ (NYAC) のメンバーを中心とした有志により設立された。クラブ名とロゴは NYAC のそれ（翼の付いた足、winged foot）を使用しているが、これら二者に直接の提携関係はない。1923年6月にゴルフコースが開業した。クラブから招待された者のみがクラブメンバーとなることができる。 
ウェストコースは7,426ヤードでパー72、コースレートおよびスロープレートはそれぞれ76.4と140。イーストコースは6,808ヤードでパー72、コースレートとスロープレートはそれぞれ73.6と140となっている。ゴルフダイジェスト誌による 2009年 - 2010年米国内ゴルフ場ランキングではウェストコースが8位、イーストコースが65位となっている。 
2019年に米国国家歴史登録財に指定された。クリフォード・チャールズ・ウェンデンハック設計のクラブハウスと、ティリングハーストが最後に設計したコースであるという点が指定される理由となった。

## ヘッドプロ
| 名前               | 年        |
| ------------------ | --------- |
| ダン・マッキー     | 1923      |
| マイク・ブレイディ | 1924–1939 |
| クレイグ・ウッド   | 1939–1945 |
| クロード・ハーモン | 1945–1978 |
| トム・ニーポート   | 1978–2006 |
| ジョン・バチェク   | 2006–2009 |
| マイク・ギルモア   | 2010–     |

ウィングドフットのメンバーであるトミー・アーマーはメジャー大会に3勝している（1927年全米オープン、1930年PGA選手権、1931年全英オープン） 
クロード・ハーモンは1948年のマスターズに優勝して賞金 2,500ドルを得たが、この当時彼はウィングドフット所属のヘッドプロだった。メジャー優勝者のクラブプロはハーモンが最後となった。それ以前は1941年にマスターズと全米オープンの両方を同年に優勝した初めてのプレーヤーとなったクリーク・ウッドが所属していた。 

## 開催されたメジャー大会
ウェストコースはこれまでに全米オープンが5回、PGA選手権が1回開催されている。イーストコースは全米女子オープンが2回と全米シニアオープンが1回開催されている。 
更に全米アマチュア選手権も2回開催している（ウェストとイーストでそれぞれ1回ずつ）。1949年にはウォーカーカップがウェストコースで開催された。 
2013年1月、全米ゴルフ協会 (USGA) は2020年開催の第120回目の全米オープンをウィングドフットで行うと発表した。これで都合6回目の開催となるが、それ以上の回数の全米オープンを開催したコースはバルタスロールゴルフクラブとオークモントカントリークラブの2か所だけである。 
USGA 主催の選手権クラスの大会が行われる際のウェストコースはパーが70に設定される。この設定だと514ヤードの9番ホールはパー4になり、選手権史上最長のミドルホールになる。12番640ヤードのパー5は選手権史上2番目に長いロングホールになる。また、16番ホールは、本来は短いパー5だが、大会では距離を変えずに長いパー4として使用される。その後コース改造が施され、2020年大会では、5番の短いパー5（516ヤード）が、502ヤードのパー4として使用された一方、2006年大会まで長いパー4だった9番ホールが572ヤードのパー5に変更され、大会では565ヤード、パー5で使用された。
オギルビーが2006年の全米オープンに優勝した時のスコアは5オーバーパー、1974年にアーウィンが優勝した時は7オーバーパーであり、近年のメジャー大会においても群を抜いて打数が多い。なお、ジュリウス・ボロスの1963年全米オープン（開催地はボストンのザカントリークラブ）の優勝スコアは293打（9オーバー）で、これが近年における打数及びパー基準のスコア両方の最多記録となっている。 
| 年     | 大会名                  | 優勝                         | 優勝スコア   | 2位との差    | 準優勝                                                   | 優勝賞金 ($) |
| ------ | ----------------------- | ---------------------------- | ------------ | ------------ | -------------------------------------------------------- | ------------ |
| 2020   | 全米オープン            | ブライソン・デシャンボー     | 274（-6）    | 6打差        | マシュー・ウルフ                                         | 2,250,000    |
| 2006   | 全米オープン            | ジェフ・オギルビー           | 285（+5）    | 1打差        | ジム・フューリク フィル・ミケルソン コリン・モンゴメリー | 1,225,000    |
| 2004   | 全米アマチュア（a）     | ライアン・ムーア             | 2 up         | 2 up         | ルークリスト                                             | なし         |
| 1997   | PGA選手権               | デイビス・ラブIII            | 269（–11）   | 5打差        | ジャスティン・レナード                                   | 470,000      |
| 1984   | 全米オープン            | ファジー・ゼラー             | 343（-7）90  | 8打差（PO）  | グレッグ・ノーマン                                       | 94,000       |
| 1980   | 全米シニアオープン（b） | ロベルト・デ・ヴィチェンツォ | 285（+1）    | 4打差        | ウィリアム・C・キャンベル                                | 20,000       |
| 1974   | 全米オープン            | ヘイル・アーウィン           | 287（+7）    | 2打差        | フォレスト・フェズラー                                   | 35,000       |
| 1972   | 全米女子オープン（c）   | スージー・バーニング         | 299（+11）   | 1打差        | キャシー・アハーン パム・バーネット ジュディ・ランキン   | 6,000        |
| 1959   | 全米オープン            | ビリー・キャスパー           | 282（+2）    | 1打差        | ボブ・ロスバーグ                                         | 12,000       |
| 1957   | 全米女子オープン（d）   | ベッツィー・ロールズ         | 299（+7）    | 6打差        | パティー・バーグ                                         | 1,800        |
| 1940   | 全米アマチュア          | ディック・チャップマン       | 11 & 9       | 11 & 9       | W.B.マカロー・ジュニア                                   | なし         |
| 1929年 | 全米オープン            | ボビー・ジョーンズ （a）     | 435（+3）108 | 23打差（PO） | アル・エスピノサ                                         | 1,000（e）   |

（a）2004年全米アマチュアは、イーストコースとウェストコースの両方を使用。 
（b）1980年全米シニアオープンはイーストコースで開催。
（c）1972年全米女子オープンはイーストコースで開催。
（d）1957年の全米女子オープンはイーストコースで開催。
（e）ジョーンズはアマチュアだったので、36ホールのプレーオフで敗れて2位になったアル・エスピノーサが優勝賞金を得た。
1984年（90ホール）と1929年（108ホール）の全米オープンはプレーオフで優勝者が決まった。当時のUSGAのルールでは、プレーオフは18ホール（1984年）と36ホール（1929年）で決定されることになっていた。合計スコアはプレーされたホールの数を反映し、準優勝者とのスコア差はプレーオフ時のものとなっている。